# Майка Гамільтон
Ма́йка Фі́ліпп Джуд Га́мільтон (англ. Micah Phillipe Jude Hamilton; нар. 13 листопада 2003, Манчестер) — англійський футболіст, півзахисник клубу «Мідлсбро».

## Клубна кар'єра

### «Манчестер Сіті»
2011 року потрапив до команди до 9 років академії «Манчестер Сіті». Разом із клубом двічі ставав переможцем Прем'єр-ліги до 18 років у сезонах 2020–21 та 2021–22. У сезоні 2021–22 також вперше взяв участь у матчах Трофея Англійської ліги та Юнацької ліги УЄФА. Сезон 2022–23 майже повністю пропустив через травму.
13 грудня 2023 року дебютував за «Манчестер Сіті», вийшовши в стартовому складі матчу групового етапу Ліги чемпіонів УЄФА проти «Црвени Звезди». Також він відзначився своїм першим забитим м'ячем за команду, ставши наймолодшим (20 років 30 днів) автором голу в Лізі чемпіонів УЄФА серед гравців-дебютантів «Манчестер Сіті» (перевершив досягнення Габріела Жезуса у вересні 2017 року, 20 років 162 дні). Крім того, Гамільтон став п'ятим наймолодшим англійцем, який забив у своєму дебюті в Лізі чемпіонів УЄФА (20 років 30 днів), і наймолодшим, хто це зробив після Маркуса Решфорда у вересні 2017 року (19 років 316 днів). Був включений до заявки «Манчестер Сіті» для участі в матчах клубного чемпіонату світу 2023 в Саудівській Аравії.

### «Мідлсбро»
9 серпня 2024 року перейшов в клуб Чемпіоншипу «Мідлсбро», підписавши чотирирічний контракт. 14 серпня в матчі Кубка ліги проти клубу «Лідс Юнайтед» дебютував за «Мідлсбро», замінивши Айзаю Джонса. 17 серпня в поєдинку проти «Дербі Каунті» дебютував у Чемпіоншипі.

#### Оренда в «Стокпорт Каунті»
23 січня 2025 року на правах оренди перейшов у клуб Першої ліги «Стокпорт Каунті» до кінця сезону. 25 січня дебютував за нову команду в матчі Першої ліги проти «Кроулі Таун», вийшовши на заміну Віллу Коллару.

## Кар'єра в збірній
Виступав за збірні Англії до 16 і до 20 років.

## Статистика виступів
Станом на 12 серпня 2025 
| Клуб              | Сезон             | Чемпіонат         | Чемпіонат | Чемпіонат | Кубок | Кубок | Кубок ліги | Кубок ліги | Єврокубки | Єврокубки | Інші  | Інші | Всього | Всього |
| Клуб              | Сезон             | Дивізіон          | Матчі     | Голи      | Матчі | Голи  | Матчі      | Голи       | Матчі     | Голи      | Матчі | Голи | Матчі  | Голи   |
| ----------------- | ----------------- | ----------------- | --------- | --------- | ----- | ----- | ---------- | ---------- | --------- | --------- | ----- | ---- | ------ | ------ |
| Манчестер Сіті    | 2023–24           | Прем'єр-ліга      | 0         | 0         | 1     | 0     | 0          | 0          | 2         | 1         | 0     | 0    | 3      | 1      |
| Мідлсбро          | 2024–25           | Чемпіоншип        | 13        | 0         | 1     | 0     | 2          | 0          | —         | —         | 0     | 0    | 17     | 0      |
| Мідлсбро          | 2025–26           | Чемпіоншип        | 0         | 0         | 0     | 0     | 1          | 0          | —         | —         | 0     | 0    | 1      | 0      |
| Мідлсбро          | Всього            | Всього            | 13        | 0         | 1     | 0     | 3          | 0          | 0         | 0         | 0     | 0    | 18     | 0      |
| → Стокпорт Каунті | 2024–25           | Перша ліга        | 5         | 0         | 0     | 0     | 0          | 0          | —         | —         | 0     | 0    | 5      | 0      |
| Всього за кар'єру | Всього за кар'єру | Всього за кар'єру | 18        | 0         | 2     | 0     | 3          | 0          | 2         | 1         | 0     | 0    | 26     | 1      |

1. ↑  Матчі в Лізі чемпіонів УЄФА

## Досягнення
«Манчестер Сіті»
- Переможець Клубного чемпіонату світу: 2023[19]